# ボボラス

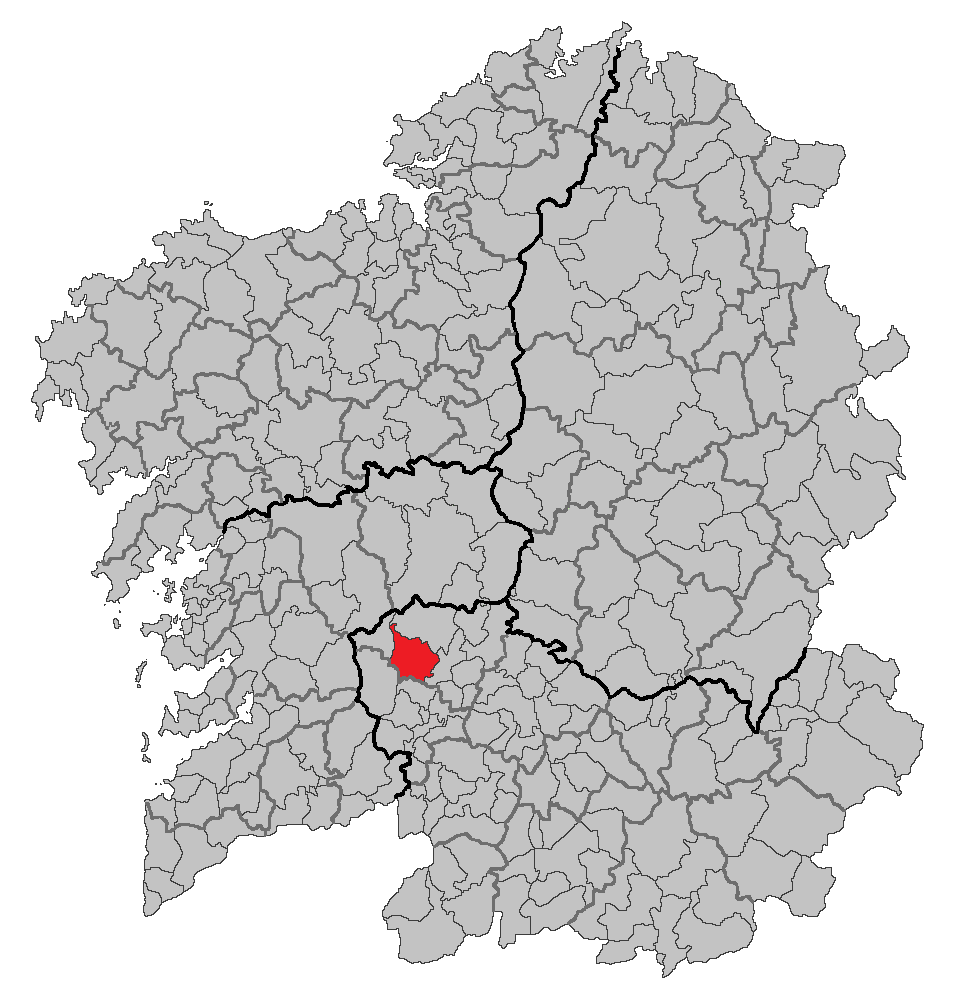

ボボラス（Boborás）は、スペイン、ガリシア州、オウレンセ県の自治体、コマルカ・ド・カルバジーニョに属する。自治体住民名簿によれば、2009年の人口は3,001人（2003年：3,286人）。住民呼称は男女同形のboborense。
ガリシア語話者の自治体人口に占める割合は97.15％（2001年）

## 地理
ボボラスはオウレンセ県の北西部に位置し、コマルカ・ド・カルバジーニョに属する。隣接する自治体は、北がオ・イリーショ、東がオ・カルバジーニョ、南がレイロ、西がベアリスとアビオンである

### 人口
| ボボラスの人口推移 1900－2010                           |
|                                                         |
| 出典:INE（スペイン国立統計局）1900年 - 1991年、1996年 - |

## 政治
自治体首長はガリシア国民党（PPdeG）のシプリアーノ・カーマーニョ・カストロ（Cipriano Caamaño Castro）、自治体評議員は、ガリシア国民党：7、ガリシア社会党（PSdeG-PSOE）：2、ガリシア民族主義ブロック（BNG）：2となっている（2007年の自治体選挙の結果）。

## 史跡
- サン・シュリアン・デ・アストゥレーセス教会（Igrexa de San Xulián de Astureses） - アストゥレーセス教区にある、12世紀に聖堂騎士団によって建てられたロマネスク教会。建物は長方形で、半円形の後陣を備えている。ファサードの装飾は見事である。

## 教区
ボボラスは14の教区に分けられている。
- アルバレージョス（サン・ミゲル）
- アストゥレーセス（サン・シュリアン）
- ブルエス（サン・フィス）
- カメイシャ（サン・マルティーニョ）
- カルデージェ（サン・シルベストレ）
- フェアス（サント・アントン）
- ラシャス（サン・ショアン）
- モルデス（サン・マメーデ）
- モレイラス（サンタ・マリーニャ）
- パソス・デ・アレンテイロ（サン・サルバドール）
- オ・レゲイロ（サン・ペドロ）
- シェンディーベ（サン・マメーデ）
- シュレンサス（サン・ペドロ）
- シュベンコス（サンタ・マリーア）